# Жилой комплекс РЖСКТ «Показательное строительство»
Жилой комплекс РЖСКТ «Показательное строительство» — экспериментальный конструктивистский жилой комплекс (жильё с бытовым обслуживанием), расположенный по адресу Гоголевский бульвар, 8, строения 1—3 в районе Хамовники Центрального административного округа Москвы. Спроектирован и построен в 1929—1932 годах группой сотрудников Строительной комиссии (Стройкома) РСФСР — архитекторами Михаилом Барщем, Владимиром Владимировым, Игнатием Милинисом, Александром Пастернаком и Любовью Славиной и инженером Сергеем Орловским (сам глава секции типизации Стройкома Моисей Гинзбург в работах участия не принимал, поскольку был занят проектом Дома Наркомфина). Комплекс зданий на Гоголевском бульваре считается программным произведением эпохи авангарда и охраняется государством как объект культурного наследия регионального значения.
Жилой комплекс кооператива «Показательное строительство» был жильём переходного периода от традиционного индивидуального расселения к дому-коммуне. В комплексе были предусмотрены корпус «для семейных» (строение № 1) с квартирами на 2—3 комнаты вдоль Большого Знаменского переулка, корпус «для одиноких» (строение № 2) с жилыми ячейками категории F, выходивший на Гоголевский бульвар, а во дворе располагался клуб-столовая с предприятиями хозяйственно-бытового обслуживания (строение № 3). Типовая мебель для домов была разработана Соломоном Лисагором, а в жилых ячейках были установлены компактные кухни-шкафы площадью всего 1,,4 м², спроектированные в секции типизации Стройкома РСФСР. В здании были предусмотрены редкие по тем временам лифты и горячее водоснабжение, на эксплуатируемой кровле жилых корпусов разместились солярии, детские площадки и места для отдыха, а сами крыши были соединены пешеходным мостом. В помещениях на первом этаже корпуса «для одиноких» первое время располагалась мастерская Гинзбурга, а в послевоенные годы их занял институт «Стальпроект». Институт надстроил здание на 2 этажа, в результате чего было утрачено благоустройство крыши.
Первыми членами жилищного товарищества «Показательное строительство» и обитателями комплекса на Гоголевском бульваре стали молодые архитекторы. Большая часть авторов проекта получили жильё на одном этаже корпуса «для одиноких» и сформировали своеобразную профессиональную коммуну. Там жили Барщ, Милинис, Лисагор, Славина, Михаил Синявский и Андрей Буров. Примечательна история, связанная с заселением в дом Ивана Леонидова. В начале 1930-х годов в Москву для контроля строительства Дома Центросоюза и участия в конкурсе на здание Дворца Советов прибыл Ле Корбюзье. Французский зодчий живо интересовался творчеством Леонидова и намеревался посетить мастерскую молодого архитектора. Леонидов же находился в немилости, «леонидовщина» широко критиковалась как мелкобуржуазное проявление индивидуализма в архитектуре, и архитектор не мог позволить себе ни полноценного жилья, ни тем более мастерской. Чтобы избежать неудобных вопросов власти выделили Леонидову ячейку в доме на Гоголевском бульваре, однако долгое время не выдавали ордер на жилплощадь, из-за чего семья Леонидова постоянно находилась под риском выселения. Однажды ночью Синявский и Буров заскучали и решили подшутить над соседями и заменили таблички с именами жильцов на дверях на таблички с именами классиков архитектуры. Жильё Барца досталось Витрувию, Владимирова — Браманте, Синявского — Микеланджело, Бурова — Брунеллески, а на двери Леонидова появилась табличка с фамилией Пиранези. Супруга Леонидова обнаружила поутру на двери фамилию «какого-то грузина» и горько расплакалась, и шутники долго успокаивали бедную женщину, уверяя, что Пиранези умер в XVIII веке и точно не претендует на её жилплощадь. 
Из числа авторов дома в корпусе «для семейных» поселились Сергей Орловский и Александр Пастернак. В 1932 году в квартире последнего некоторое время жил и его знаменитый старший брат — поэт и писатель Борис Пастернак.